# محمد كوناتي
محمد عمر كوناتي (بالفرنسية: Mohamed Konaté)‏ (مواليد 20 أكتوبر 1992) هو لاعب كرة قدم مالي يلعب حاليًا لصالح نادي النجم الرياضي الساحلي التونسي.

## روابط خارجية
- محمد كوناتي على موقع قاعدة بيانات كرة القدم.إي يو (الإنجليزية)
- محمد كوناتي على موقع ناشيونال فوتبول تيمز (الإنجليزية)
- محمد كوناتي على موقع Soccerway.com (الإنجليزية)
- محمد كوناتي على موقع عالم كرة القدم.نت (الإنجليزية)
- محمد كوناتي على موقع كووورة